# Ormosia venezolana
Ormosia venezolana är en ärtväxtart som beskrevs av Velva Elaine Rudd. Ormosia venezolana ingår i släktet Ormosia och familjen ärtväxter. Inga underarter finns listade i Catalogue of Life.